# Palais des Gouverneurs (Bastia)
Pour les articles homonymes, voir Palais des Gouverneurs.
Le palais des Gouverneurs, en corse Palazzu di i Guvernatori est un monument historique de la ville de Bastia, au cœur du quartier historique de la Citadelle. Il a été lieu de résidence des gouverneurs génois, caserne militaire et aujourd'hui musée.

## Historique

### Forteresse initiale: naissance ducastello della bastia
L'histoire du palais des Gouverneurs est intimement liée à l'histoire de la création de Bastia, à l'époque de la domination génoise de la Corse. À ce moment-là, les gouverneurs, siègent au village de Biguglia. En 1380, le gouverneur Leonello Lomellini fait bâtir sur un promontoire rocheux près de l'anse de Ficaghjola et de la marine de pêcheurs de Portu Cardu une petite fortification, appelée la bastia ou castello della bastia. L'objectif est de disposer d'un lieu fortifié, près du rivage, pour favoriser le commerce et recevoir si nécessaire des renforts de Gênes.
C'est donc cette forteresse initiale, la bastia, qui donnera son nom à la ville.
Elle connut à sa création une histoire mouvementée. Elle fut conquise en 1393 par le comte Arrigo della Rocca, passa entre plusieurs mains dont celles de Vincentellu d'Istria pour enfin être récupérée par Gênes en 1437. Elle restera génoise jusqu'à la conquête française.

### Résidence des gouverneurs génois

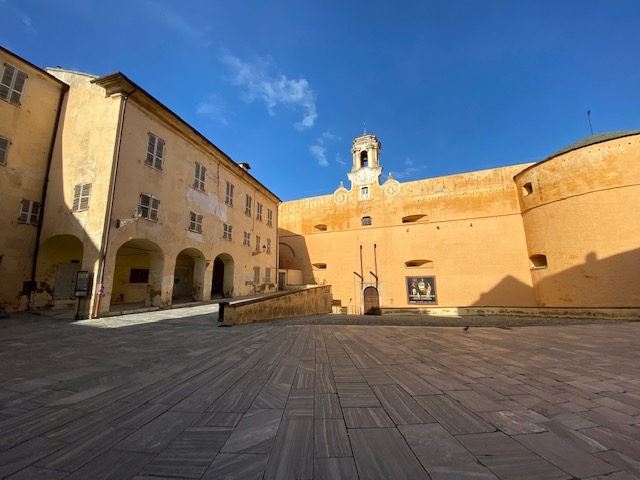
Piazza di a Corte, avec le pavillon des Nobles Douze à gauche et le palais des Gouverneurs à droite.

Ce n'est qu'un siècle après sa création que la modeste tour initiale devient lieu de résidence des gouverneurs.
Le palais abritait les appartements du gouverneur. Il lui servait de lieu principal de résidence. Il était aussi le siège de la cour de justice. On trouvait une caserne pour les soldats, plusieurs chapelles. Les sous-sols abritaient des prisons particulièrement insalubres. On trouvait également plusieurs citernes pour le ravitailler en eau.

### Après la conquête française
Après l'annexion française en 1768, les lieux furent abandonnés. Le gouvernement siégeait alors à l'ancien couvent des Missionnaires, l'actuel lycée Jean Nicoli. Le palais des Gouverneurs abritait alors le Conseil supérieur de la Corse, puis après la Révolution le siège du Directoire départemental. À partir de 1794, il servit de caserne pour les troupes. Au XIXe siècle on changea de nom, le bâtiment s'appela alors caserne Watrin. Occupée par les allemands, les ailes ouest et nord furent minée et détruites par les troupes du Reich à leur départ de Corse. 

### Musée
Laissé à l'abandon par l'armée, le palais fut mis à disposition de la municipalité bastiaise en 1952 pour y entreposer les collections de son musée. Puis il fut cédé par l'État à la ville en 1990. La façade et les toitures sont classées depuis 1977.
De 1952 à 1998, le musée fut consacré à l'ethnographie corse. Avec l'ouverture du musée de la Corse à Corte en 1997 qui sera consacré à l'anthropologie régionale, le musée se recentre sur l'histoire de la ville. Il rouvre ses portes en 2010.

## Architecture

### Historique

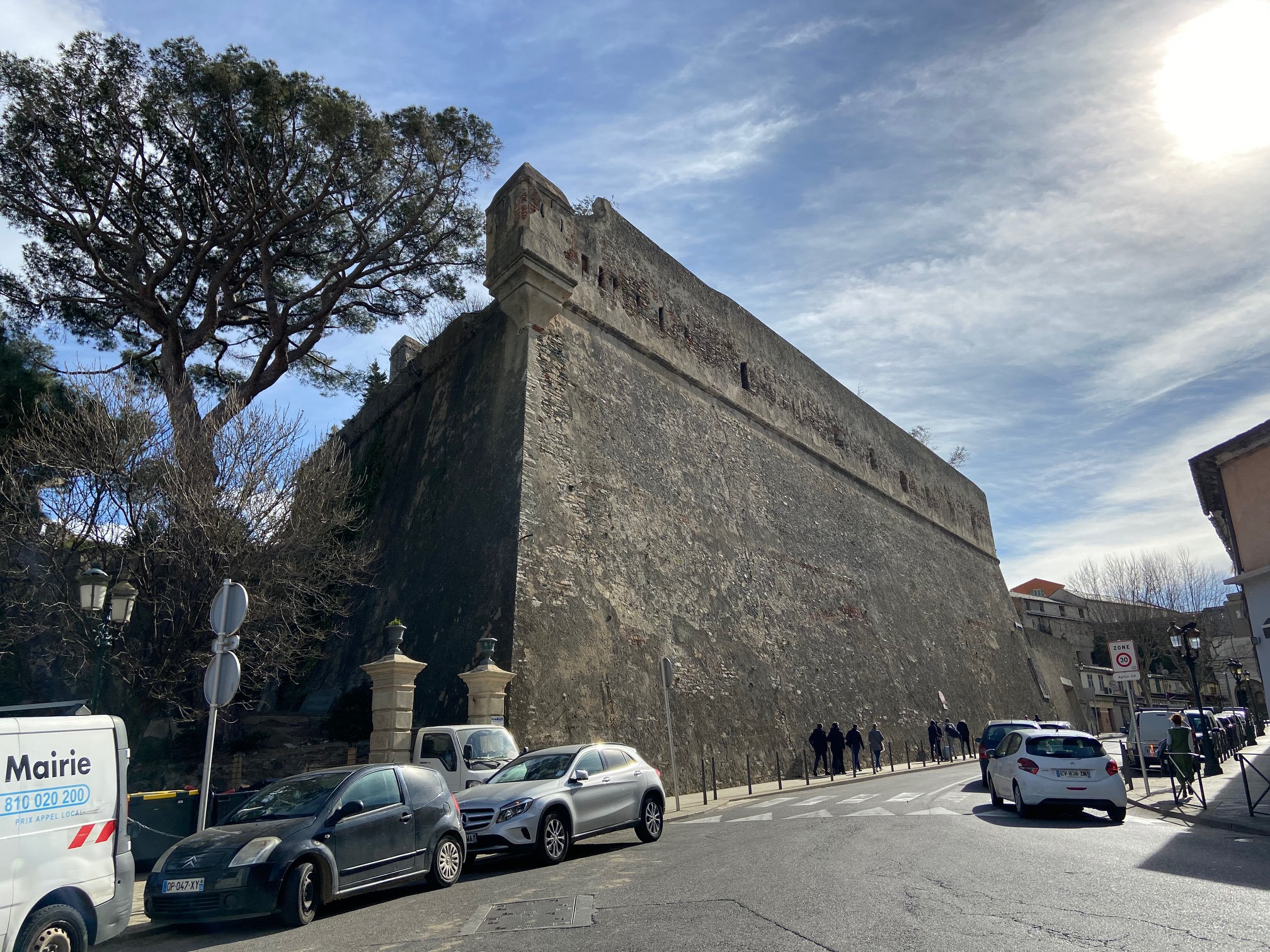
Le bastion San Carlo

Longtemps la bastia est une modeste fortification. La forteresse initiale, construite autour des années 1380, est appelée aussi fortino ou castello della bastia dans les documents anciens. Le bâtiment fut sans cesse remanié et les sources manquent pour détailler véritablement son évolution. Il ne reste rien du fortin initial, sans doute englobé dans le bastion San Carlo actuel.
En 1457, il ne comptait qu'une vingtaine de salles.
C'est en 1476 qu'un certain Antonio Tagliacarne, un entrepreneur originaire de Levanto, en Ligurie, fait construire une vingtaine de maisons autour de la bastia. C'est le premier noyau de Terranova, la ville nouvelle, opposée à Terravechja, situé sur le site de l'actuel Vieux-Port, appelé à l'époque Portu Cardu.
En 1478, le Génois Tommasino di Campofregoso, chargé de l'investiture de la Corse, entreprend la construction d'une première muraille protégeant la ville.

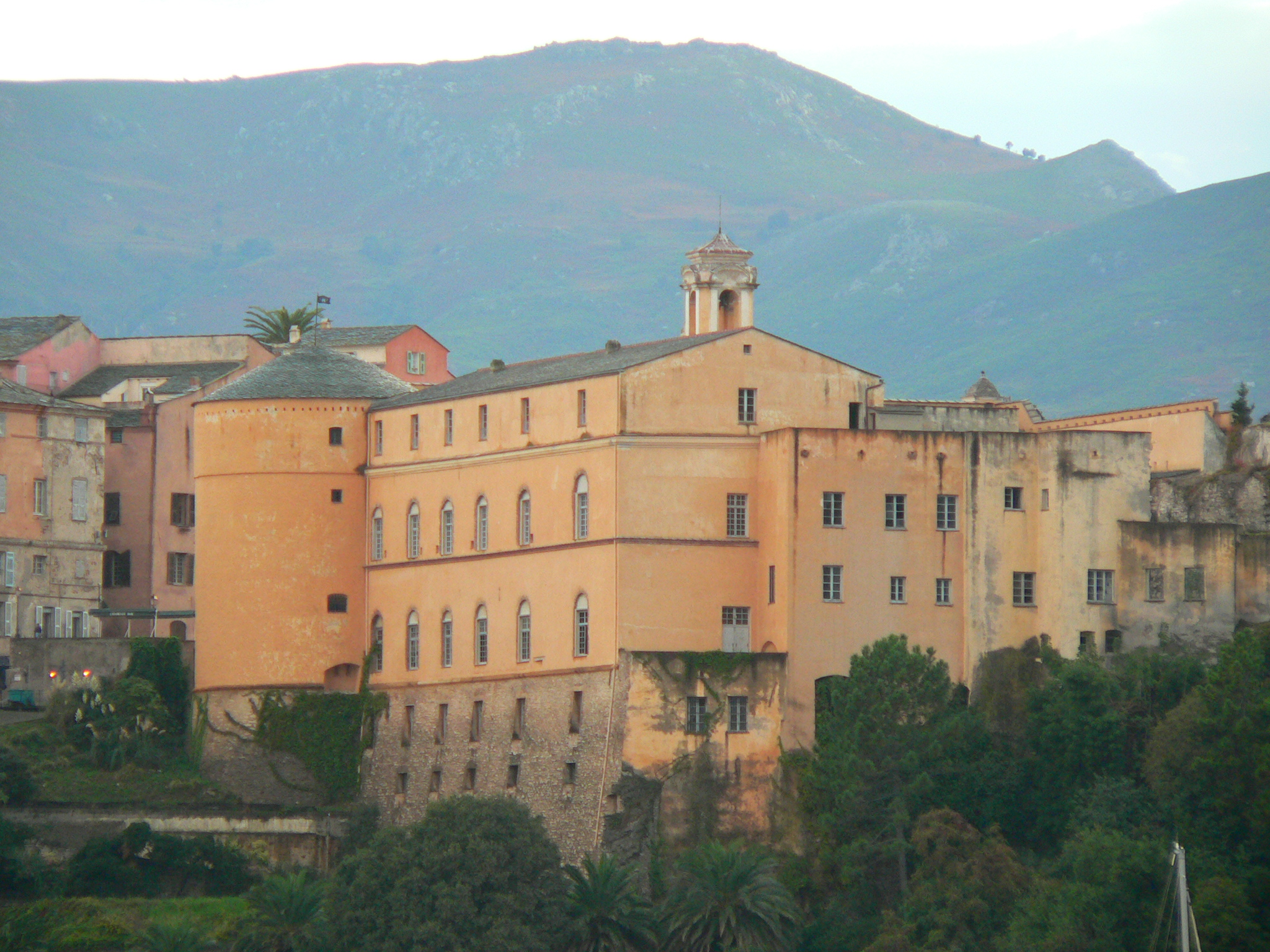
Le Torrione, la grosse tour ronde et l'aile Est du palais des Gouverneurs

En 1487, la fortification initiale est remaniée. Des actes sont signés à Bastia par le gouverneur à Bastia et non plus à Biguglia. Une plaque est apposée par le gouverneur Raffaele Grimaldi pour commémorer la fin des travaux. Vers 1488, nous savons que les murs et la citerne sont achevés.
En 1495, le vicaire peut s'installer dans sa nouvelle maison et quitter Biguglia. En 1500, la population de Terranova est estimée à 600 habitants.
Bastia se développe lentement. 
En 1518, les habitants de Terranova se plaignent du mauvais état de la place forte et réclament de nouveaux travaux. Des nouvelles ailes sont construites, on érige des murs plus épais, on construit deux grosses tours rondes. La tour sud est appelée Torrione. 
En 1521, on l'appelle désormais palazzo pubblico detto cittadella.

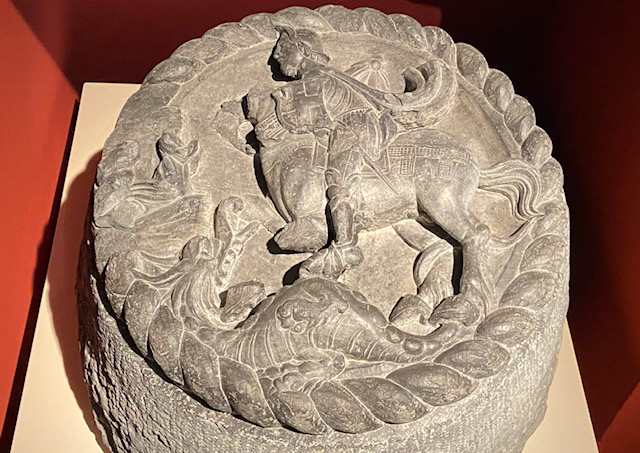
Clé de voûte du XVIe siècle représentant saint Georges terrassant le dragon, symbole de la république de Gênes, musée de Bastia

Les clefs de voûte du palais sont ornées du combat de saint Georges terrassant le dragon, symbole de l'Office de Saint-Georges qui est chargé de l'administration de l'île.
En 1553 intervient le siège de la ville par Sampieru Corsu. La reddition génoise est rapide, et le chroniqueur Filippini qualifiera la bastia de fortezza mal sicura.
Le doge Andrea Doria entreprend alors une nouvelle campagne de fortifications de la ville, qui seront à nouveau améliorées par ses successeurs Agostino Spinola et Niccolo Pallavicino.
En 1575, on fait appel à un architecte turinois, Bastiano Ponzello qui commence le bastion San Giovanni et le termine en trois ans.

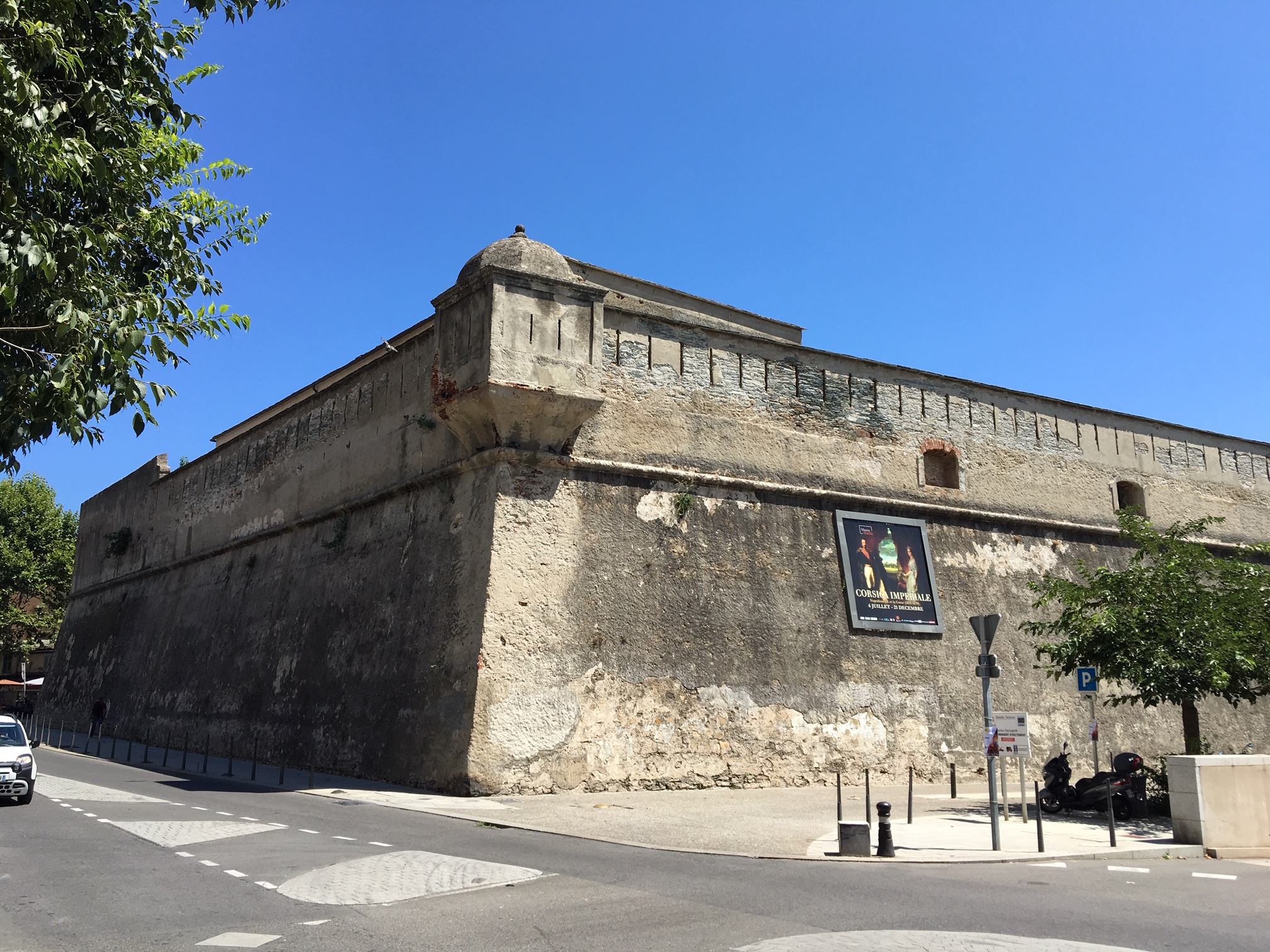
Le bastion San Giovanni ou San Ghjuvanni

En 1595 et 1596,`on construit les bastions San Carlo et Santa Maria.
Le bâtiment continue d'être remanié. En 1595 le gouverneur Geronimo Asseretto fait construire de nouveaux locaux destinés à la chancellerie et aux archives. Une chapelle est aménagée au 1er étage, dédiée à saint Jean-Baptiste.
Mais la forteresse ne donne pas satisfaction aux Génois. En 1652, le siège du gouverneur est transféré à Calvi, où la citadelle est réputée inexpugnable. Le retour à Bastia se fera en 1659.

En 1710 ont lieu les dernières modifications importantes. On construit l'emblématique clocheton sur la façade sud, toujours visible de nos jours.

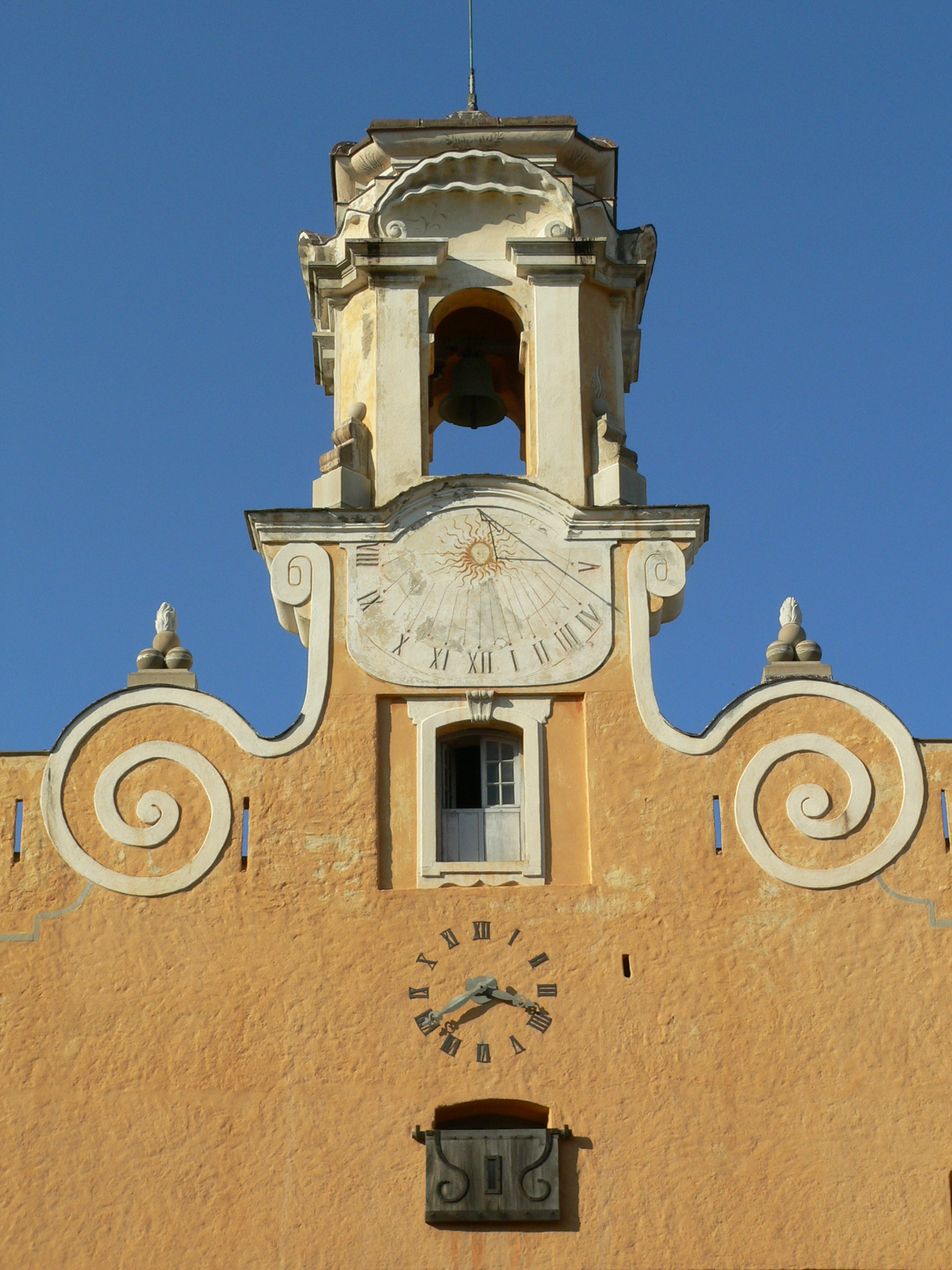
Le clocheton

### Description
La forteresse s'organise autour d'un cortile, la cour centrale. L'accès se faisait par le sud. Elle était séparée de la place, A Piazza di Corte par un fossé et on entrait par un pont-levis.
La grosse tour ronde est appelée Il Torrione.
Au premier étage de l’aile Est on trouve la sala maggiore. C'est une vaste pièce qui est le lieu par excellence de l’exercice du pouvoir du gouverneur génois. C'est là que se trouve le siège et que se font les audiences. Chaque année le gouverneur préside, le 1er mai, l’élection du podestat de Bastia et, en septembre, celle des Nobles Douze.

### La prison
La prison est située dans les sous-sols du palais des Gouverneurs. Au début du XVIIe siècle elle était composée de 14 cellules. Chacune portait un nom : la Reale, la Lomellina, il Turco, il Portone, la Rovera, il Forno, la Volpe, etc. Une cellule était réservée aux femmes, il Panno.
En 1812, 300 prêtres romains sont emprisonnés pour avoir refusé de prêter serment exigé par Napoléon 1er. L'un d'eux nous a laissé une description remplie d'effroi. Il évoque les conditions d'incarcération, la puanteur, les insectes, les écoulements d'eau de la citerne. Il compare les cinq dernières cellules avec l'antichambre de l'enfer, car située au-dessous du niveau de la mer. Quant à la cellule appelée l'Inferno, c'est une pièce où la mer pénètre et où l'on ne voit la lumière que par un soupirail.  

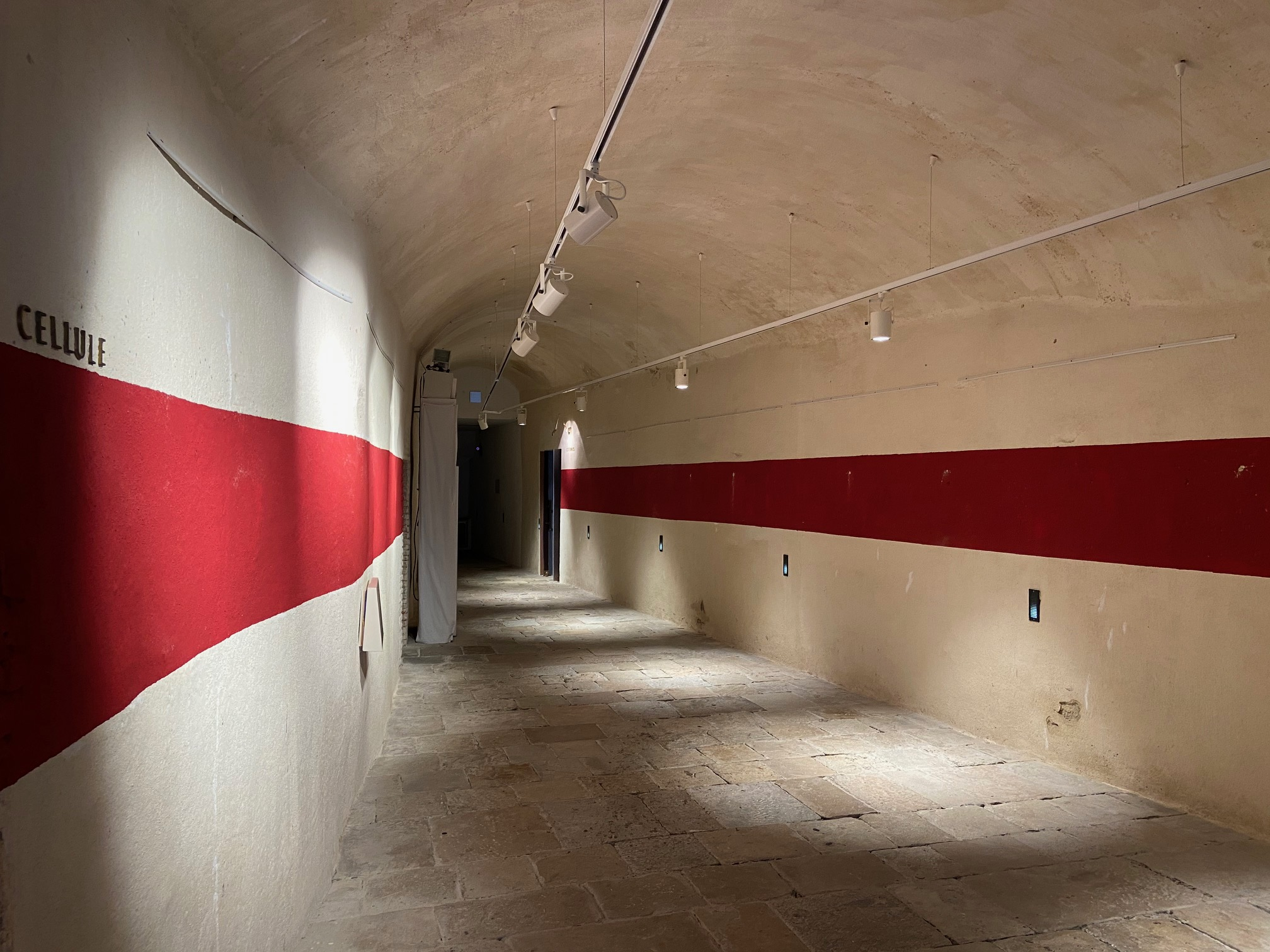
Le couloir qui mène à une partie des cellules du palais des Gouverneurs

### Citernes
Dans les sous-sols du palais des Gouverneurs on peut voir encore aujourd'hui plusieurs citernes. Elles permettaient de recueillir l'eau de pluie et ainsi de ne manquer d'eau potable en temps de guerre.  

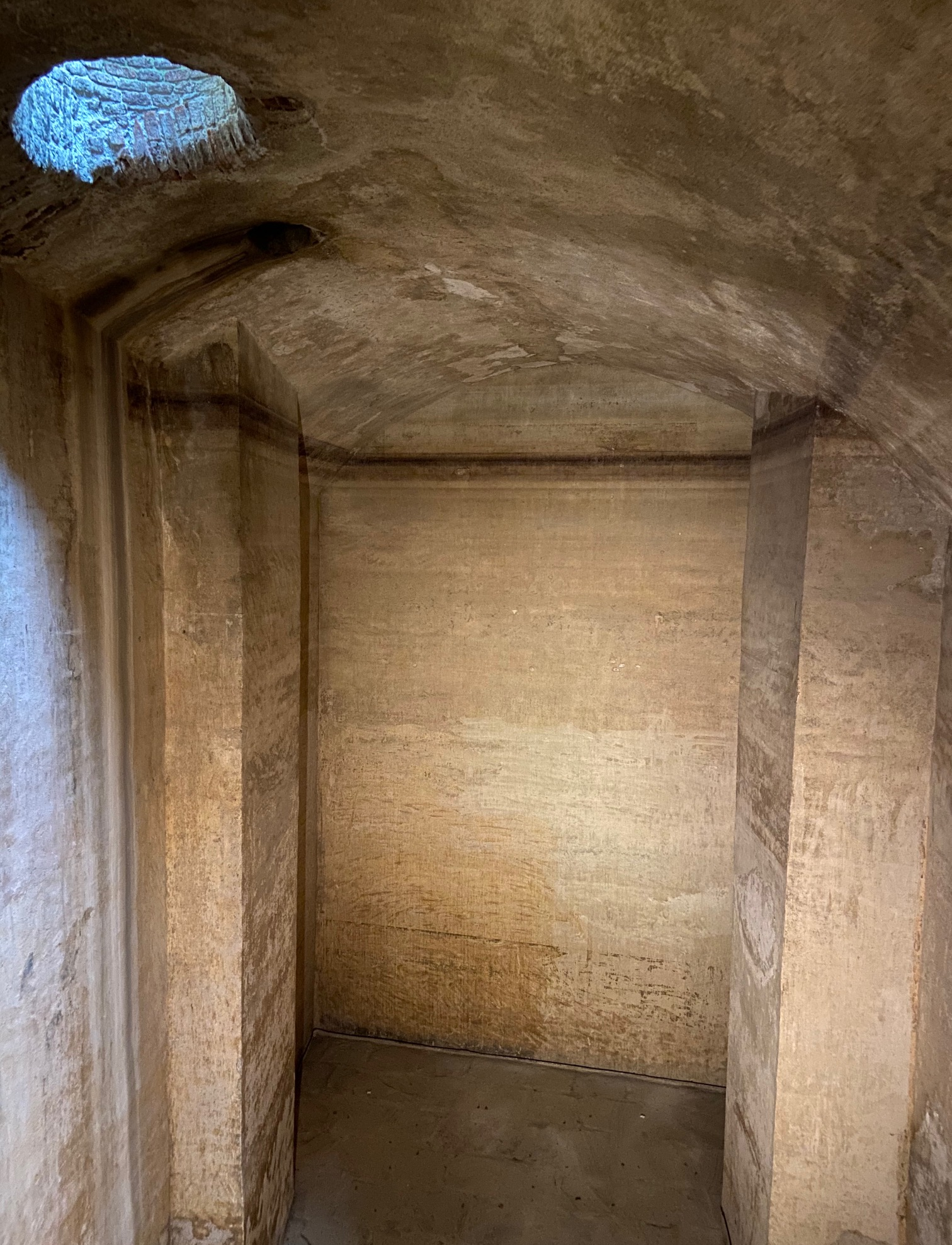
Une des citernes, dans les sous-sols du palais.

## Bastions

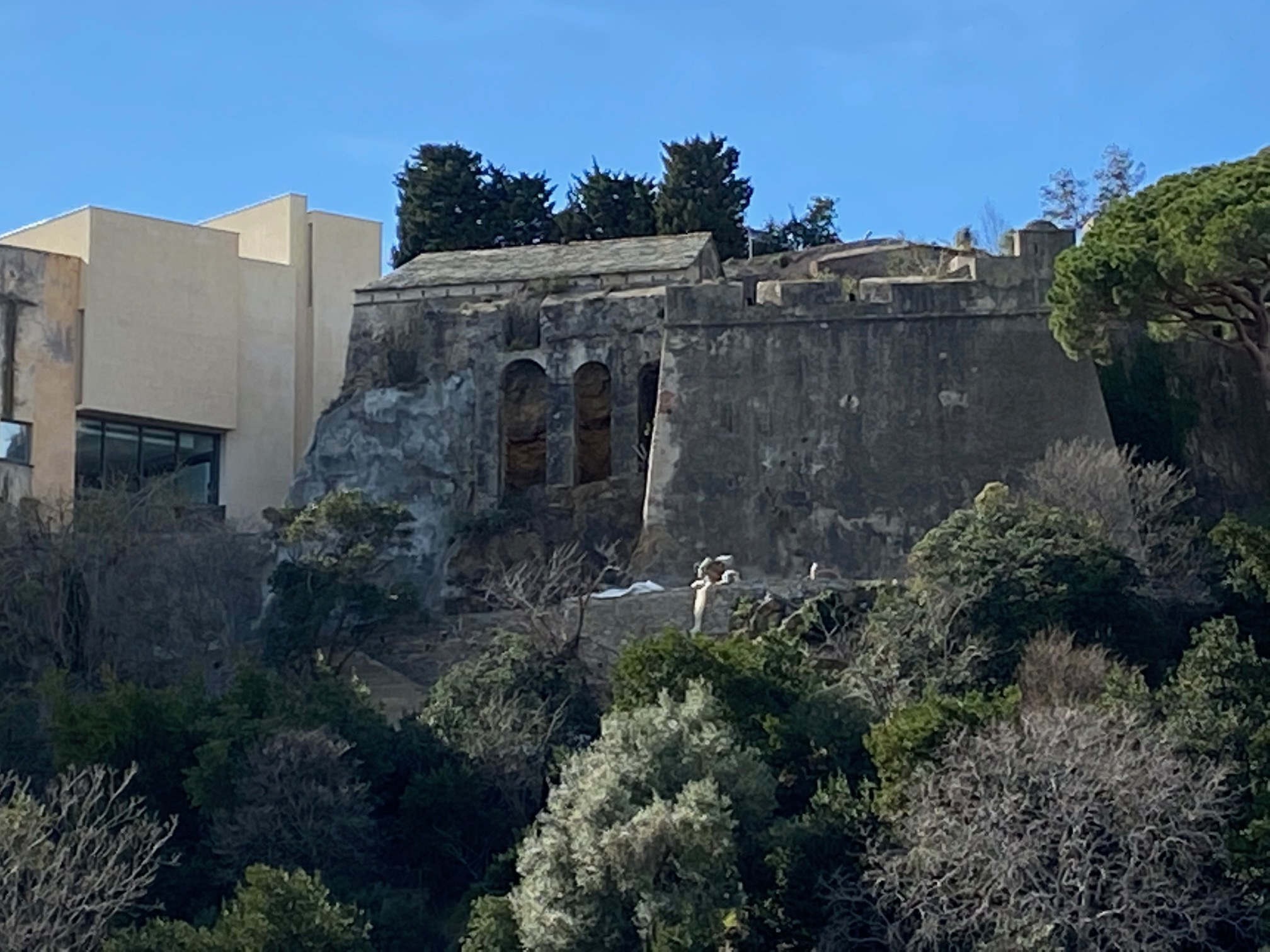
Le bastion San Gerolamo

La citadelle de Bastia comptait six bastions. On trouvait accolés au palais des Gouverneurs les bastions San Carlo et San Gerolamo.

## Dans la littérature
Le palais des Gouverneurs de Bastia est le théâtre du roman de Georges de Zerbi, U palazzu di i Guvernatori (Colonna édition, 2017). 